# Scrupocellaria serrata
Scrupocellaria serrata är en mossdjursart. Scrupocellaria serrata ingår i släktet Scrupocellaria och familjen Candidae.
Artens utbredningsområde är Röda havet. Inga underarter finns listade i Catalogue of Life.